# Anatolij Karpov
Anatolij Jevgenijevič Karpov (rusko Анато́лий Евге́ньевич Ка́рпов), ruski šahovski velemojster, * 23. maj 1951, Zlatoust, ZSSR (danes Rusija).
Karpov je bil nesporni šahovski svetovni prvak od leta 1986 do 1990, kasneje pa svetovni prvak FIDE od leta 1993 do 1999.